# Стапелия гигантская
Стапелия гигантская (лат. Stapelia gigantea) — вид суккулентных растений рода Стапелия (Stapelia), семейства Кутровые (Apocynaceae), родом из Южной Африки.

## Описание

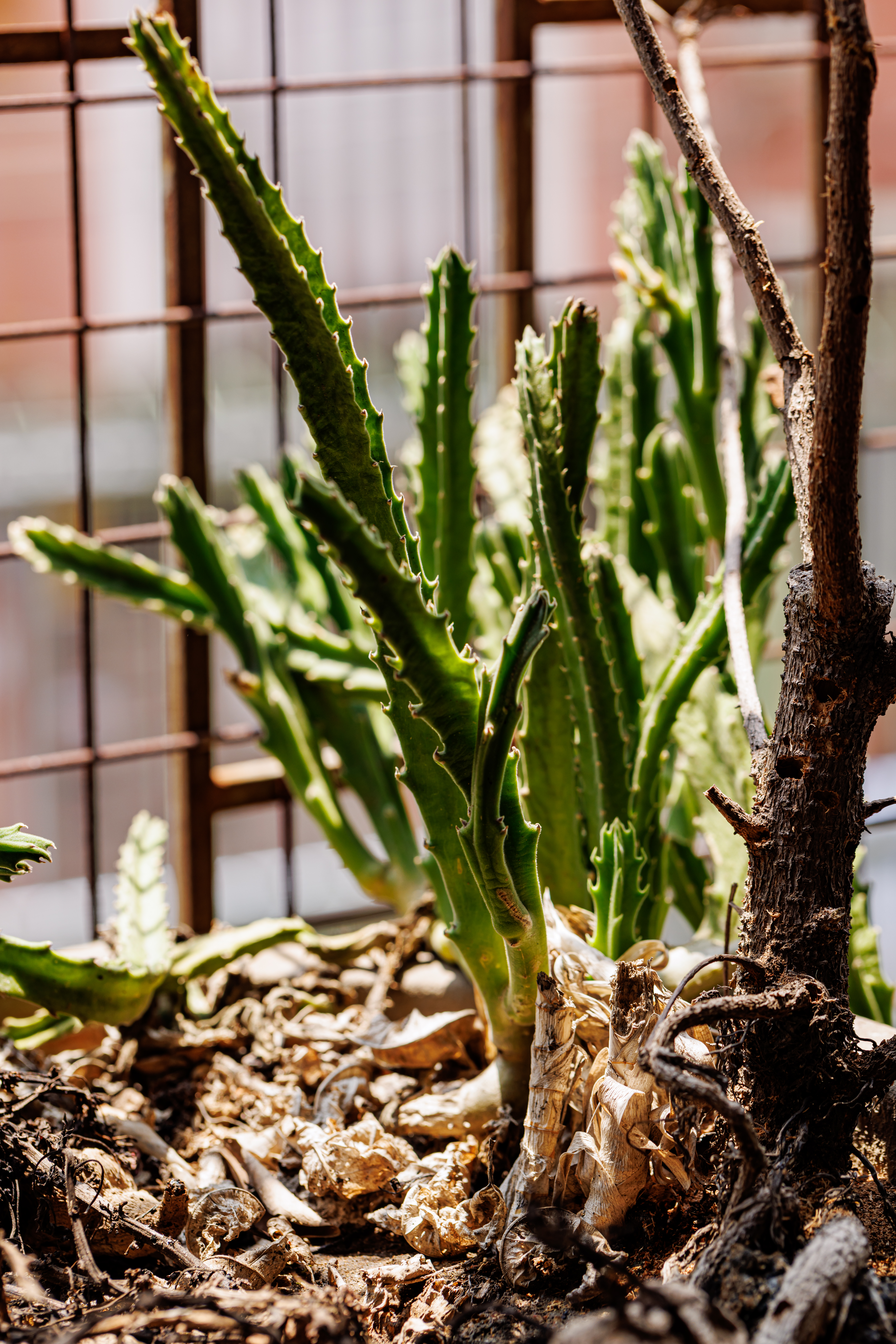
Прямостоячие стебли

Суккулент, образующий плотные куртины до 1 м в диаметре или больше. Стебли 10—30 см длиной, 12-35 мм толщиной, прямостоячие, зеленые с пурпурным оттенком или с пурпурными пятнами; бугорки 1-3 мм длиной, вдоль стебля сросшиеся в 4 выступающих крыла с широко вогнутым участком между ними; листовые зачатки 2-3 мм длиной, дельтовидные, острые. Соцветия опушенные, по 1 на стебле, возникающие у основания, с 1-4 цветками, развивающимися постепенно на коротком толстом цветоносе до 10 мм длиной с несколькими дельтовидными прицветниками ± 2 мм длиной; цветоножка 20-60 мм длиной, 4-5 мм толщиной, розоватая, раскидистая и держит обращенный наружу цветок; чашелистики 7—16 мм длины, 3—5 мм ширины в основании, яйцевидные, острые. Венчик 125-400мм в диаметре, от поворотного до загнутого, лопастный примерно на три четверти радиуса с плоской до колокольчатой центральной объединенной области; снаружи от розового до зеленого, с 3-5 более темными жилками на каждой доле; внутри поперечно-морщинистый по всей поверхности с гребнями, сближающимися и образующими ± концентрические круги на объединенном участке и в трубке, от бледно-желто-коричневого до красноватого, с вершинами гребней более темного красно-коричневого или пурпурного цвета, сплошь покрыты тонкими волосками, наиболее длинные волоски (до 15мм) и самые толстые и беловатые по краям лопастей, становящиеся более короткими и тонкими и багрянистыми по мере удаления от краев; трубка 15-50 мм глубиной, коническая, пятиугольная к основанию; доли 80-150 мм длины, 40-60 мм ширины в основании, расширяющиеся до загнутых, яйцевидные, заостренные, плоские к основанию, переходящие в несколько выпуклые с загнутыми краями в тонкой части. Венчик ± 12-19 мм высотой, ± 13-15 мм шириной, темно-фиолетовый, приподнят на желтой пятиугольной ножке высотой 1-2 мм, голый; наружные лопасти 5-7 мм длиной, 1,5-2,5 мм шириной, восходящие, затем расширяющиеся, от прямоугольных до продолговатых или сублопатчатых, с зубчатой или острой или заостренной вершиной; внутренние лопасти 8-12 мм длиной, 1-2 мм шириной, прижаты к спинкам пыльников, затем прямостоячие и сближающиеся в центре, снизу дорсивентрально уплощенные, сверху почти терете, с широким ± продолговатым стоячим спинным крылом до 11 мм длины.

## Распространение
Ботсвана, Малави, Мозамбик, Эсватини, Замбия, Зимбабве, ЮАР.
Суккулентный полукустарник, произрастает в основном в сезонно засушливых тропических биомах. Встречается в самых разных местообитаниях, от каменистых равнин среди деревьев до каменистых склонов и гранитных куполов (как на мысе Маклер вдоль берегов озера Малави) или даже прибрежных песков среди кустов рядом с мангровыми болотами, как в прибрежных районах центрального Мозамбика. В северной части Южной Африки, Ботсване и Зимбабве он часто встречается с S. gettliffei и некоторыми другими стапелиями на чрезмерно пастбищных участках вокруг деревень среди и под кустарниками акации.

## Таксономия
Stapelia gigantea N.E.Br., первое упоминание в Gard. Chron., n.s., 7: 684 (1877).

#### Этимология
Stapelia: род назван в честь Иоганна ван Стапеля (Johannes Bodaeus van Stapel, 1602—1636), голландского врача и ботаника. Целью его жизни было опубликовать аннотированное издание ботанических сочинений Теофраста (370—287 до н. э.), но он умер до того, как книга была закончена. Содержание было отредактировано и опубликовано его отцом под названием Theophrasti Eresii de Historia Plantarum в 1644 году. Род был назван Stapelia в 1753 году Линнеем в его Species Plantarum.
gigantea: латинский эпитет, означающий «гигантский».

#### Синонимы
Гомотипные (основанные на одном и том же номенклатурном типе):
- Ceropegia gigantea (N.E.Br.) Bruyns (2017)
- Gonostemon giganteus (N.E.Br.) P.V.Heath (1992)

Гетеротипные (основанные на разных номенклатурных типах):
- Gonostemon giganteus var. marlothii (N.E.Br.) P.V.Heath (1993)
- Gonostemon giganteus var. nobilis (N.E.Br.) P.V.Heath (1993)
- Gonostemon giganteus var. pallidus (E.Phillips) P.V.Heath (1993)
- Gonostemon giganteus var. youngii (N.E.Br.) P.V.Heath (1993)
- Stapelia cylista C.A.Lückh. (1933)
- Stapelia gigantea var. pallida E.Phillips (1925)

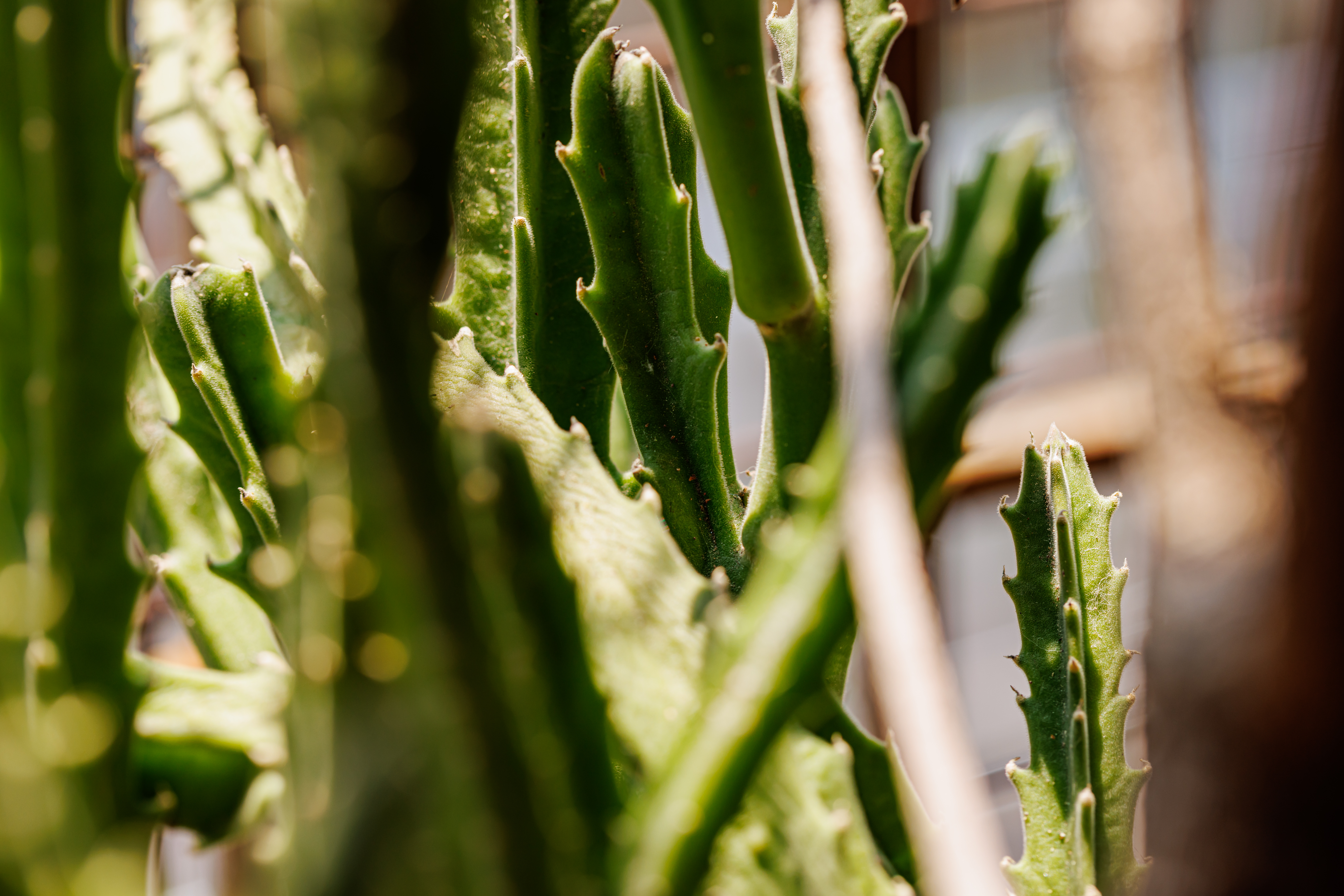
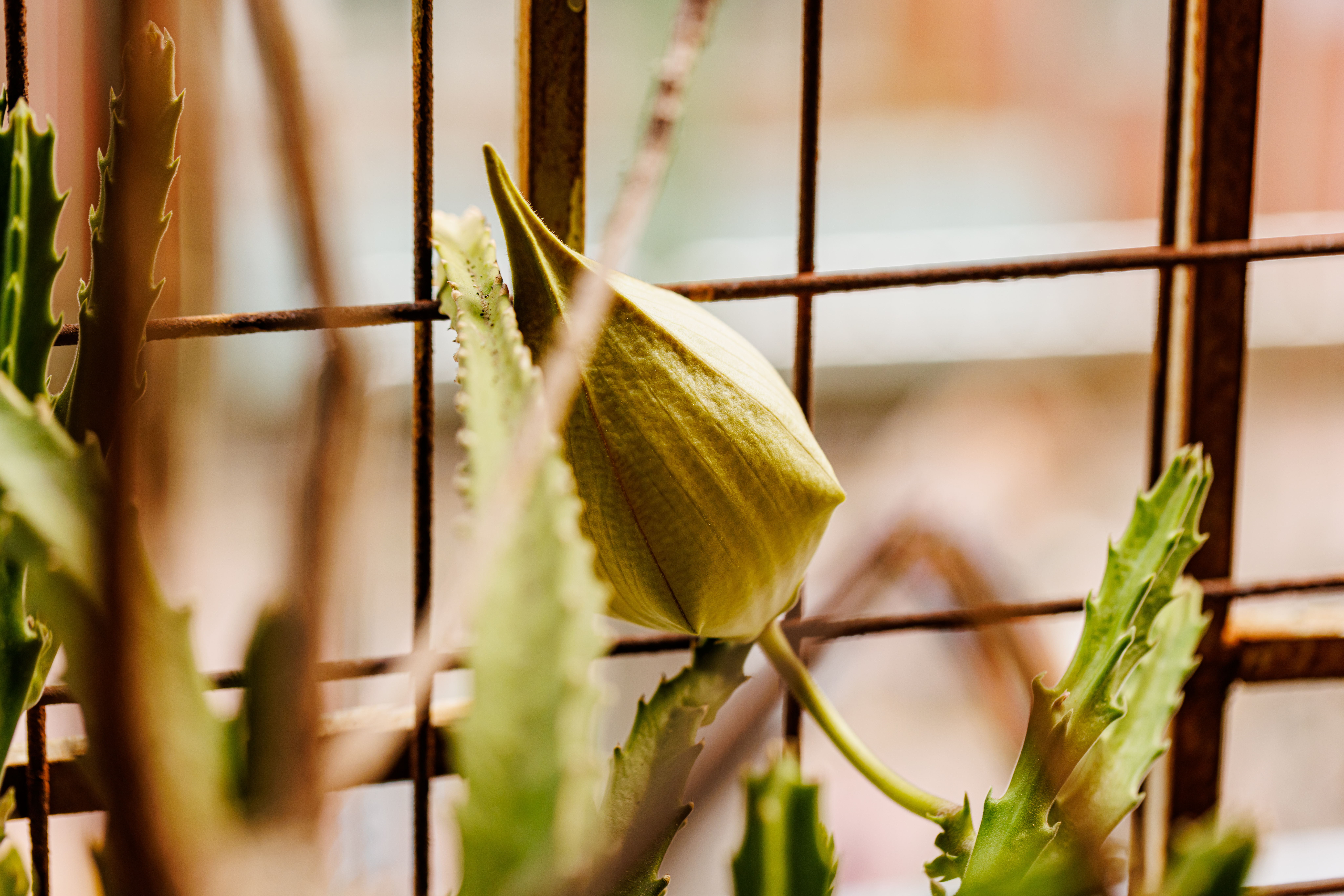
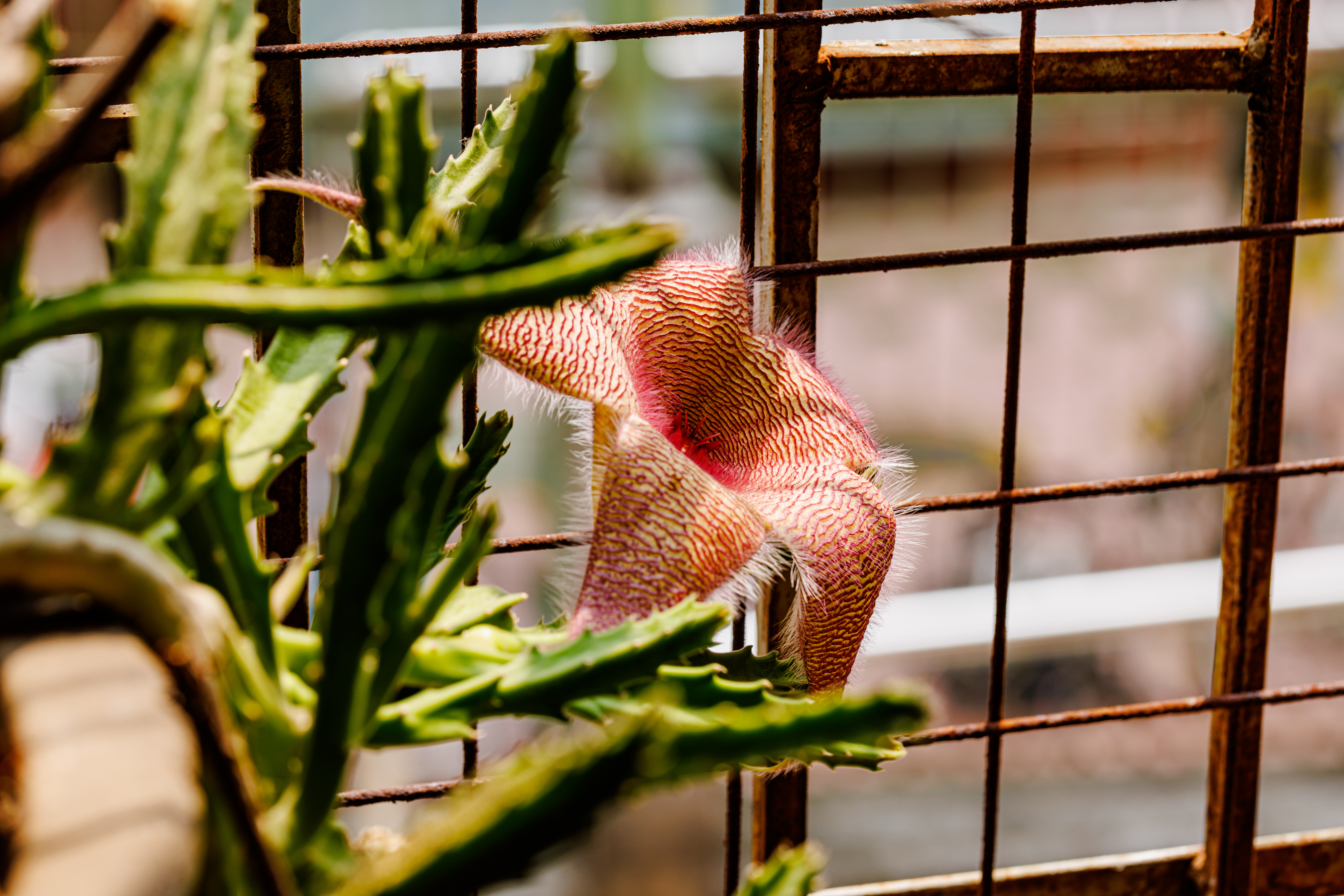
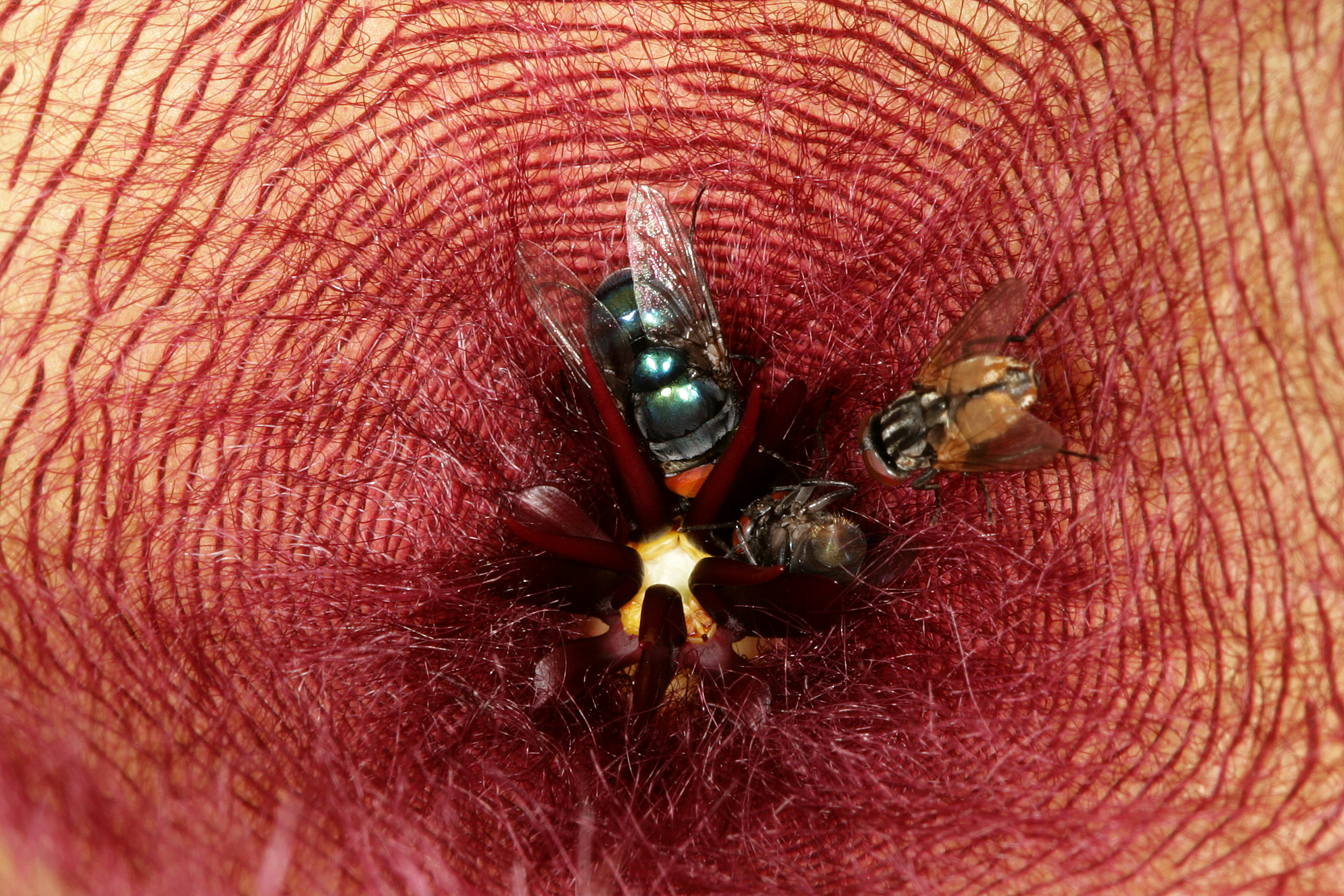
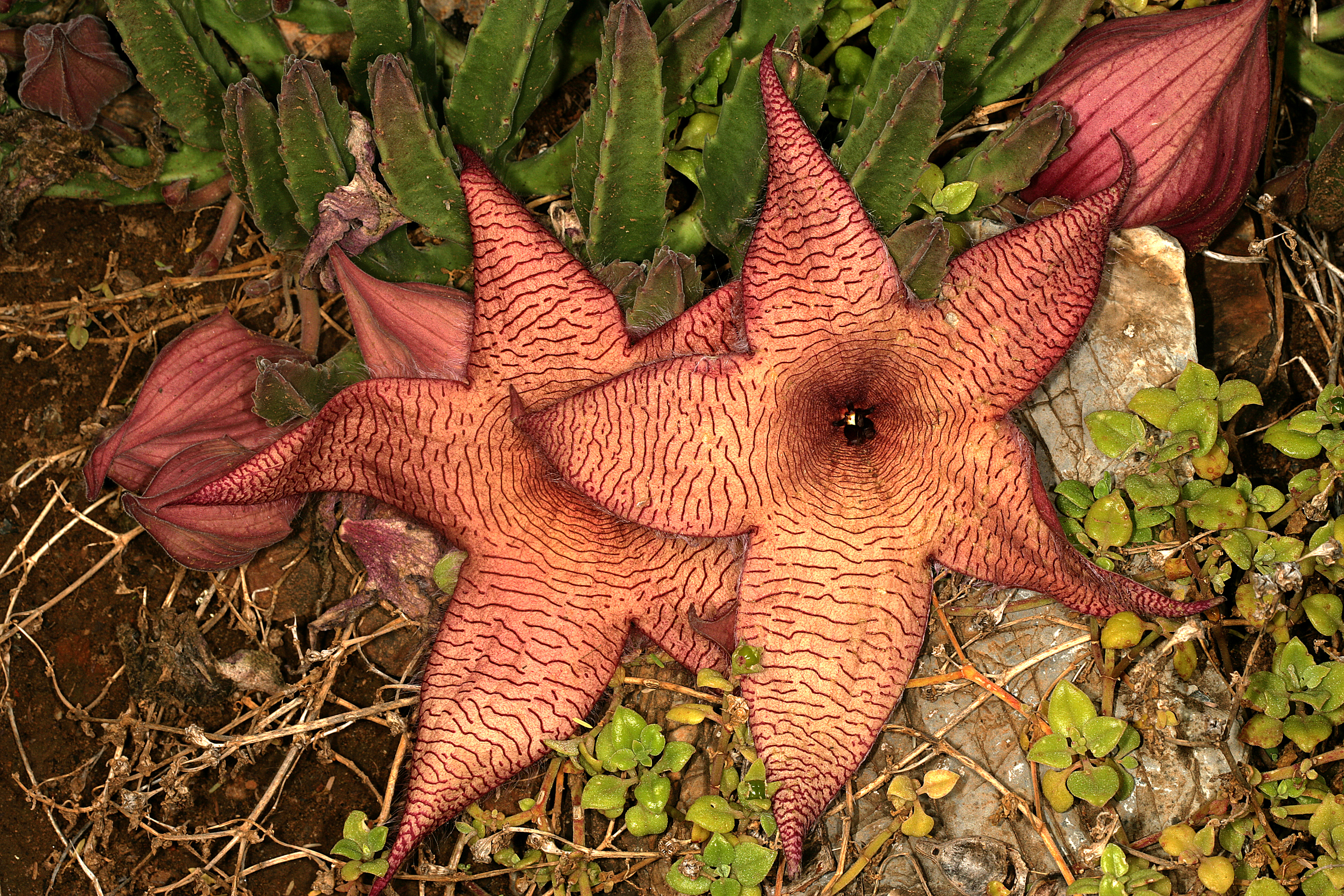

- Stapelia marlothii N.E.Br. (1908)
- Stapelia nobilis N.E.Br. (1901)
- Stapelia youngii N.E.Br. (1931)